# Federico Peluso
Federico Peluso (Roma, 20 gennaio 1984) è un allenatore di calcio ed ex calciatore italiano, di ruolo difensore.

## Caratteristiche tecniche
Terzino sinistro, ricopriva anche il ruolo di difensore centrale.

## Carriera

### Giocatore

#### Club

##### Gli inizi: Pro Vercelli, Ternana e Albinoleffe
Cresciuto nella scuola calcio della A.S.D. Petriana di Roma, passa nelle giovanili della Lazio, e nel 2001 viene lasciato libero dalla società capitolina per trasferirsi poi alla Pro Vercelli, società di Serie C2, dove disputa tre stagioni. Nella sessione estiva del mercato 2004 viene acquistato dalla Ternana, società di Serie B, dove disputa due stagioni.
Nella sessione estiva del mercato 2006 viene acquistato dall'AlbinoLeffe, società di Serie B, dove disputa altre due stagioni, mettendosi in evidenza sfiorando di un soffio la promozione in Serie A. Nella stagione successiva, a causa di dissidi di natura economica con la società seriana, viene inizialmente messo fuori rosa e, nel corso della sessione invernale del mercato, ceduto all'Atalanta in cambio della comproprietà di Karamoko Cissé. Questo scambio rappresenta il primo storico trasferimento di un calciatore dai seriani alla principale società bergamasca.

##### Atalanta
L'8 marzo 2009 debutta in Serie A partendo da titolare nell'incontro Milan-Atalanta 3-0, disputato allo stadio San Siro di Milano. Nel corso della stagione raccoglie otto presenze, offrendo buone prestazioni sia come difensore centrale che come terzino sinistro.
Nella stagione successiva, il 25 ottobre 2009 segna il primo gol nella massima serie nel corso dell'incontro Atalanta-Parma, disputato allo stadio Atleti Azzurri d'Italia di Bergamo, fissando il risultato sul 3-1 finale. Nella partita di campionato valida per fini di salvezza contro il Bologna, dopo un'azione degli emiliani, fa autogol a porta vuota dopo la respinta di un tiro da parte di Andrea Consigli. L'autogol fisserà il punteggio sull'1-1, e si rivelerà decisivo per la retrocessione dei lombardi in Serie B.
La stagione successiva è quella del riscatto, infatti il giocatore sfodera buone prestazioni venendo impiegato costantemente dal neo tecnico orobico Colantuono che lo impiega sia come terzino sinistro che come difensore centrale. Il 2 marzo 2011, nel big-match contro il Torino, realizza il suo secondo gol con la maglia dell'Atalanta (la partita finirà 2 a 1 per i nerazzurri). Conclude la stagione con 35 presenze (33 in campionato e 2 in Coppa Italia) e con la vittoria del campionato cadetto. È stato inserito nella squadra dei Top 11 del campionato di Serie B 2010-2011. L'anno seguente rimane nella squadra bergamasca in Serie A, disputando 33 partite e segnando anche un gol il 21 dicembre 2011 nella partita vinta per 4-1 contro il Cesena. Nella stagione 2012-2013 scende invece in campo in 13 occasioni, segnando anche il gol del momentaneo 2-0 nella partita vinta per 2-1 contro il Parma.

##### Juventus
Il 3 gennaio 2013 passa alla Juventus in prestito con diritto di riscatto.
Il 6 gennaio, alla prima occasione, fa il suo esordio con la maglia bianconera, nella partita casalinga persa per 2-1 contro la Sampdoria.
Il 22 gennaio 2013 segna la prima rete in bianconero, portando momentaneamente in vantaggio la Juventus nella semifinale di andata di Coppa Italia contro la Lazio, terminata 1-1. Il 12 febbraio successivo fa il suo esordio in Champions League nella trasferta vittoriosa di Glasgow contro il Celtic (0-3), in cui fornisce l'assist per la rete di Alessandro Matri, che apre le marcature.
Il 5 maggio 2013, grazie alla vittoria interna sul Palermo per 1-0, vince – con tre giornate d'anticipo – il primo scudetto in carriera.
Il 17 giugno successivo viene riscattato interamente dalla Juventus per 4,8 milioni di euro.
Il 15 dicembre 2013 segna la prima rete in campionato con la maglia bianconera in una partita vinta dalla Juventus per 4-0 contro il Sassuolo, con un colpo di testa all'incrocio dei pali valevole per il momentaneo 2-0. Nella seconda parte della stagione subisce un infortunio che lo tiene lontano dai campi per un po' di tempo. Ritorna a disposizione nella partita di ritorno dei quarti di finale di Europa League contro l'Olympique Lione, senza tuttavia scendere in campo.

##### Sassuolo e ritiro
Il 3 luglio 2014 la Juventus comunica la cessione al Sassuolo per un importo di 4,5 milioni di euro pagabili in tre anni. Il 31 agosto gioca da titolare la prima partita di campionato pareggiata 1-1 in casa contro il Cagliari di Zeman.
Il 24 aprile 2016 sigla il primo gol in nero-verde nella trasferta vinta 1-3 ai danni del Torino, tornando a segnare dopo più di due anni. Più di un anno dopo, il 30 aprile 2017, segna il suo secondo gol in neroverde, nella vittoria dei neroverdi per 3-1 contro l'Empoli. Segna il suo terzo gol il 19 novembre dello stesso anno, decidendo al 94' l'incontro con il Benevento vinto per 2-1.
Dopo aver visto diminuire progressivamente il proprio contributo sul campo nel corso delle stagioni con gli emiliani, Peluso ha definitivamente salutato il Sassuolo al termine della stagione 2021-2022, dopo aver collezionato un totale di 192 presenze in maglia neroverde.
Rimasto svincolato per un breve periodo, il 6 settembre 2022 decide di ritirarsi dal calcio giocato.

#### Nazionale
Nel 2005 ha partecipato ai Giochi del Mediterraneo con la nazionale Under-23.
Il 10 agosto 2012 viene convocato per la prima volta in nazionale maggiore dal CT Cesare Prandelli in occasione dell'amichevole contro l'Inghilterra del 15 agosto a Berna, nella quale fa il suo debutto ufficiale in azzurro. Il 7 settembre dello stesso anno è alla seconda presenza in azzurro, subentrando dalla panchina nella partita valida per le qualificazioni ai Mondiali del 2014 e pareggiata per 2-2 contro la Bulgaria. L'11 settembre 2012 segna il suo primo gol in nazionale contro la nazionale maltese, con un colpo di testa nei minuti finali, fissando il risultato sul 2-0.

### Allenatore

#### Gli inizi
Dopo essere diventato commentatore tecnico delle partite di Serie A su DAZN, il 17 ottobre 2022 Peluso entra ufficialmente a far parte dello staff tecnico di Raffaele Palladino al Monza.
Nell'estate del 2023 consegue la licenza UEFA A, che assicura l'abilitazione per condurre tutte le formazioni giovanili, comprese le squadre Primavera, e le prime squadre fino alla Serie C inclusa, nonché al tesseramento come allenatore in seconda in Serie A e in Serie B.
Il 25 giugno 2024 entra a far parte dello staff tecnico della Fiorentina, sempre in massima serie, in seguito all'arrivo di Palladino sulla panchina del club viola.

## Statistiche

### Presenze e reti nei club
| Stagione            | Squadra             | Campionato          | Campionato | Campionato | Coppe nazionali | Coppe nazionali | Coppe nazionali | Coppe continentali | Coppe continentali | Coppe continentali | Altre coppe | Altre coppe | Altre coppe | Totale | Totale |
| Stagione            | Squadra             | Comp                | Pres       | Reti       | Comp            | Pres            | Reti            | Comp               | Pres               | Reti               | Comp        | Pres        | Reti        | Pres   | Reti   |
| ------------------- | ------------------- | ------------------- | ---------- | ---------- | --------------- | --------------- | --------------- | ------------------ | ------------------ | ------------------ | ----------- | ----------- | ----------- | ------ | ------ |
| 2001-2002           | Pro Vercelli        | C2                  | 1          | 0          | CI-C            | ?               | ?               | -                  | -                  | -                  | -           | -           | -           | 1      | 0      |
| 2002-2003           | Pro Vercelli        | C2                  | 17+0       | 1+0        | CI-C            | ?               | ?               | -                  | -                  | -                  | -           | -           | -           | 17     | 1      |
| 2003-2004           | Pro Vercelli        | C2                  | 25+2       | 0          | CI-C            | ?               | ?               | -                  | -                  | -                  | -           | -           | -           | 27     | 0      |
| Totale Pro Vercelli | Totale Pro Vercelli | Totale Pro Vercelli | 45         | 1          |                 | 0+              | 0+              |                    | -                  | -                  |             | -           | -           | 45+    | 1+     |
| 2004-2005           | Ternana             | B                   | 35         | 0          | CI              | 4               | 0               | -                  | -                  | -                  | -           | -           | -           | 39     | 0      |
| 2005-2006           | Ternana             | B                   | 31         | 1          | CI              | 2               | 0               | -                  | -                  | -                  | -           | -           | -           | 33     | 1      |
| Totale Ternana      | Totale Ternana      | Totale Ternana      | 66         | 1          |                 | 6               | 0               |                    | -                  | -                  |             | -           | -           | 72     | 1      |
| 2006-2007           | AlbinoLeffe         | B                   | 21         | 1          | CI              | 0               | 0               | -                  | -                  | -                  | -           | -           | -           | 21     | 1      |
| 2007-2008           | AlbinoLeffe         | B                   | 36+4       | 3+1        | CI              | 1               | 0               | -                  | -                  | -                  | -           | -           | -           | 41     | 4      |
| 2008-gen. 2009      | AlbinoLeffe         | B                   | 0          | 0          | CI              | 0               | 0               | -                  | -                  | -                  | -           | -           | -           | 0      | 0      |
| Totale Albinoleffe  | Totale Albinoleffe  | Totale Albinoleffe  | 61         | 5          |                 | 1               | 0               |                    | -                  | -                  |             | -           | -           | 62     | 5      |
| gen.-giu. 2009      | Atalanta            | A                   | 8          | 0          | CI              | 0               | 0               | -                  | -                  | -                  | -           | -           | -           | 8      | 0      |
| 2009-2010           | Atalanta            | A                   | 24         | 1          | CI              | 1               | 0               | -                  | -                  | -                  | -           | -           | -           | 25     | 1      |
| 2010-2011           | Atalanta            | B                   | 33         | 1          | CI              | 2               | 0               | -                  | -                  | -                  | -           | -           | -           | 35     | 1      |
| 2011-2012           | Atalanta            | A                   | 33         | 1          | CI              | 1               | 0               | -                  | -                  | -                  | -           | -           | -           | 34     | 1      |
| 2012-gen. 2013      | Atalanta            | A                   | 13         | 1          | CI              | 0               | 0               | -                  | -                  | -                  | -           | -           | -           | 13     | 1      |
| Totale Atalanta     | Totale Atalanta     | Totale Atalanta     | 111        | 4          |                 | 4               | 0               |                    | -                  | -                  |             | -           | -           | 115    | 4      |
| gen.-giu. 2013      | Juventus            | A                   | 12         | 0          | CI              | 2               | 1               | UCL                | 3                  | 0                  | -           | -           | -           | 17     | 1      |
| 2013-2014           | Juventus            | A                   | 9          | 1          | CI              | 2               | 0               | UCL+UEL            | 1+2                | 0+0                | SI          | 0           | 0           | 14     | 1      |
| Totale Juventus     | Totale Juventus     | Totale Juventus     | 21         | 1          |                 | 4               | 1               |                    | 6                  | 0                  |             | 0           | 0           | 31     | 2      |
| 2014-2015           | Sassuolo            | A                   | 28         | 0          | CI              | 1               | 0               | -                  | -                  | -                  | -           | -           | -           | 29     | 0      |
| 2015-2016           | Sassuolo            | A                   | 34         | 1          | CI              | 2               | 0               | -                  | -                  | -                  | -           | -           | -           | 36     | 1      |
| 2016-2017           | Sassuolo            | A                   | 34         | 1          | CI              | 0               | 0               | UEL                | 7                  | 0                  | -           | -           | -           | 41     | 1      |
| 2017-2018           | Sassuolo            | A                   | 31         | 1          | CI              | 2               | 0               | -                  | -                  | -                  | -           | -           | -           | 33     | 1      |
| 2018-2019           | Sassuolo            | A                   | 16         | 1          | CI              | 2               | 0               | -                  | -                  | -                  | -           | -           | -           | 18     | 1      |
| 2019-2020           | Sassuolo            | A                   | 23         | 0          | CI              | 1               | 0               | -                  | -                  | -                  | -           | -           | -           | 24     | 0      |
| 2020-2021           | Sassuolo            | A                   | 7          | 0          | CI              | 1               | 0               | -                  | -                  | -                  | -           | -           | -           | 8      | 0      |
| 2021-2022           | Sassuolo            | A                   | 2          | 0          | CI              | 1               | 0               | -                  | -                  | -                  | -           | -           | -           | 3      | 0      |
| Totale Sassuolo     | Totale Sassuolo     | Totale Sassuolo     | 175        | 4          |                 | 10              | 0               |                    | 7                  | 0                  |             | -           | -           | 192    | 4      |
| Totale carriera     | Totale carriera     | Totale carriera     | 466+6      | 15+1       |                 | 25              | 1               |                    | 13                 | 0                  |             | 0           | 0           | 526    | 17     |

### Cronologia presenze e reti in nazionale
| Cronologia completa delle presenze e delle reti in nazionale ― Italia | Cronologia completa delle presenze e delle reti in nazionale ― Italia | Cronologia completa delle presenze e delle reti in nazionale ― Italia | Cronologia completa delle presenze e delle reti in nazionale ― Italia | Cronologia completa delle presenze e delle reti in nazionale ― Italia | Cronologia completa delle presenze e delle reti in nazionale ― Italia | Cronologia completa delle presenze e delle reti in nazionale ― Italia | Cronologia completa delle presenze e delle reti in nazionale ― Italia |
| Data                                                                  | Città                                                                 | In casa                                                               | Risultato                                                             | Ospiti                                                                | Competizione                                                          | Reti                                                                  | Note                                                                  |
| --------------------------------------------------------------------- | --------------------------------------------------------------------- | --------------------------------------------------------------------- | --------------------------------------------------------------------- | --------------------------------------------------------------------- | --------------------------------------------------------------------- | --------------------------------------------------------------------- | --------------------------------------------------------------------- |
| 15-8-2012                                                             | Berna                                                                 | Italia                                                                | 1 – 2                                                                 | Inghilterra                                                           | Amichevole                                                            | -                                                                     | 46’                                                                   |
| 7-9-2012                                                              | Sofia                                                                 | Bulgaria                                                              | 2 – 2                                                                 | Italia                                                                | Qual. Mondiali 2014                                                   | -                                                                     | 69’                                                                   |
| 11-9-2012                                                             | Modena                                                                | Italia                                                                | 2 – 0                                                                 | Malta                                                                 | Qual. Mondiali 2014                                                   | 1                                                                     |                                                                       |
| Totale                                                                |                                                                       | Presenze                                                              | 3                                                                     |                                                                       | Reti                                                                  | 1                                                                     |                                                                       |

## Palmarès

### Giocatore

#### Club
- Campionato italiano di Serie B: 1

Atalanta: 2010-2011
- Campionato italiano: 2

Juventus: 2012-2013, 2013-2014
- Supercoppa italiana: 1

Juventus: 2013